# Mickey 17
Pour plus de détails, voir Fiche technique et Distribution.
Mickey 17 est une comédie d'action et de science-fiction américano-sud-coréenne écrite et réalisée par Bong Joon-ho, sortie en 2025. Il s'agit de l'adaptation du roman Mickey7 d'Edward Ashton paru en 2022.
Le film est sélectionné hors-compétition lors de la Berlinale 2025.
Mickey est un « remplaçable », un employé jetable d'une expédition humaine de colonisation de l'espace, envoyée pour coloniser le monde de glace Niflheim. Après la mort d'une itération, un nouveau corps est à chaque fois régénéré, avec la plupart des souvenirs de Mickey.
Le film a reçu des critiques généralement positives, mais a été un échec au box-office.

## Synopsis
Mickey Barnes et son ami Timo se retrouvent en difficulté financière après l’échec de leur entreprise de macarons et fuient un usurier. Incapables de rembourser leur dette, ils s’engagent comme membres d’équipage sur un vaisseau spatial en partance vers la planète Niflheim pour la coloniser. Timo devient pilote, tandis que Mickey est recruté comme « Remplaçable », un poste où il est considéré comme jetable et envoyé dans des missions périlleuses ou utilisé comme cobaye pour des expérimentations mortelles : quand il meurt, il est « réimprimé » grâce à une technologie de clonage interdite sur Terre. Pendant le voyage de quatre ans, Mickey entame une relation avec Nasha Barridge, une agente de sécurité.
Après leur arrivée sur la planète glacée Niflheim, la colonisation est entravée par des créatures locales surnommées « rampants ». Mickey 17, la dix-septième itération, tente de capturer l'un d'entre eux pour l’étudier mais tombe dans une crevasse. Timo, témoin de la scène, le voit entouré de rampants et, le croyant mort, retourne à la colonie. Cependant, les créatures repoussent Mickey collectivement hors de la crevasse, lui permettant de revenir au vaisseau.
Mickey 17 regagne ses quartiers et découvre avec effroi son remplaçant, Mickey 18. L’existence de multiples clones étant interdite, Kenneth Marshall, le dirigeant de la colonie, applique la règle selon laquelle tous les clones doivent être éliminés en cas de duplication. Mickey 18 tente d’éliminer Mickey 17, mais ce dernier propose un accord pour qu’ils survivent tous les deux en alternant les tâches, les repas et les morts. Mickey 18 est interrompu et quitte la pièce avec Nasha, tandis que Mickey 17 est convoqué à un dîner avec Marshall, son épouse Ylfa et l’agent de sécurité Kai. Lors du repas, Mickey 17 réagit mal à de la viande expérimentale et aux analgésiques administrés ensuite, et manque de peu d'être exécuté par Marshall.
De retour dans ses quartiers, Mickey 17 constate que Nasha est au courant de la situation et souhaite les aider. Ils sont surpris par Kai, qui tente de négocier un partage des Mickeys. Mickey 18, furieux en apprenant ce qui est arrivé à son prédécesseur, part avec l’intention de tuer Marshall, poursuivi par Mickey 17 et Nasha. Alors que Marshall organise une cérémonie publique avec un fragment de roche de Niflheim, des rampants en surgissent, empêchant l’assassinat. L’un des rampants est tué et un autre capturé, tandis que les deux Mickeys et Nasha sont arrêtés. Peu après, une horde de rampants encercle le vaisseau en appelant celui qui a été capturé.
En cellule, Mickey 17 raconte son expérience avec les rampants, et Nasha en déduit qu’ils ne sont pas hostiles. Devant Marshall et Ylfa, elle tente de défendre les Mickeys, sans succès. Marshall prévoit d’éliminer les rampants avec un gaz neurotoxique récemment développé mais, sous la pression d’Ylfa et de son assistant Preston, il accepte d’abord d’envoyer les Mickeys dehors, celui parvenant à couper le plus de queues de rampants gagnant le droit de vivre, l'autre étant explosé par Marshall au moyen d'une télécommande, celui-ci pouvant par ailleurs les éliminer tous les deux à tout moment à sa guise. Faisant fi de cette tâche, les deux Mickeys cherchent pacifiquement la mère des rampants, ce qui met Marshall en colère et le pousse à sortir avec une équipe de sécurité pour les éliminer lui-même, ainsi que la mère, sous le regard des caméras afin de s'ériger en héros colonisateur.
Mickey 17 utilise un traducteur expérimental pour avertir la mère du plan de Marshall. Celle-ci exige le retour de son enfant captif et la mort d’un humain en compensation de son petit tué. Mickey 17 transmet cette information par gestes à Nasha via caméra, et celle-ci attaque alors Ylfa et libère le rampant, tandis que certains agents de sécurité se retournent contre Marshall et Ylfa. Nasha restitue le rampant à sa mère et Mickey 18 attaque Marshall, et se sacrifie en appuyant sur son bouton de télécommande pour satisfaire la demande des rampants : une violente explosion l'emporte avec Marshall.
Six mois plus tard, Nasha occupe un poste de pouvoir au sein de la colonie et dirige une cérémonie officielle marquant le véritable début de la colonisation de Niflheim. Lors de l’événement, Mickey 17, désormais appelé par son nom complet Mickey Barnes, détruit l’appareil d’impression, symbolisant la fin du programme des Remplaçables.

## Fiche technique
Sauf indication contraire, les informations mentionnées dans cette section peuvent être confirmées par la base de données cinématographiques IMDb,  présente dans la section « Liens externes ».
- Titre original et français : Mickey 17
- Réalisation : Bong Joon-ho
- Scénario : Bong Joon-ho, d'après le roman Mickey7 d'Edward Ashton
- Musique : Jung Jae-il
- Direction artistique : Jason Knox-Johnston et Christine Lois
- Décors : Fiona Crombie
- Costumes : Catherine George
- Photographie : Darius Khondji
- Montage : Yang Jin-mo
- Production : Bong Joon-ho, Choi Doo-ho, Dede Gardneret Jeremy Kleiner
- Sociétés de production : Kate Street Picture Company, Offscreen et Plan B Entertainment
- Société de distribution : Warner Bros.
- Budget : 118 millions de dollars[1]
- Pays de production :  États-Unis,  Corée du Sud
- Langue originale : anglais
- Format : couleur
- Genre : aventure, Comédie noire, science-fiction
- Durée : 139 minutes
- Dates de sortie[2] :
  - Corée du Sud : 28 janvier 2025 (sortie limitée)
  - Allemagne : 15 février 2025 (Berlinale)
  - Belgique, France[3], Suisse[4] : 5 mars 2025
  - États-Unis, Canada[5] : 7 mars 2025
- Classification[6] :
  - États-Unis : R
  - France : Tous publics avec avertissement
  - Suisse : Âge légal 12 ans

## Distribution
- Robert Pattinson (VF : Thomas Roditi) : Mickey Barnes
- Naomi Ackie (VF : Aurélie Konaté) : Nasha Barridge
- Steven Yeun (VF : Benoît Du Pac) : Timo
- Toni Collette (VF : Marjorie Frantz) : Ylfa Marshall
- Mark Ruffalo (VF : Rémi Bichet) : Kenneth Marshall
- Holliday Grainger (VF : Julia Boutteville) : Gemma
- Anamaria Vartolomei (VF : elle-même) : Kai Katz
- Thomas Turgoose : le soldat au bazooka
- Angus Imrie : Shrimp Eyes
- Cameron Britton (VF : Franck Sportis) : Arkady
- Daniel Henshall (VF : Thierry Wermuth ; VQ : Nicolas Charbonneaux-Collombet) : Preston
- Steve Park (VF : Nicolas Marié) : l'agent Zeke
- Tim Key (VF : Guillaume Lebon) : l'homme pigeon
- Patsy Ferran (en) (VF : Sophie Froissard) : Dorothy
- Ian Hanmore (en) : Darius Blank
- Anna Mouglalis (VF : elle-même) : Mama Rampeur (voix)

## Production

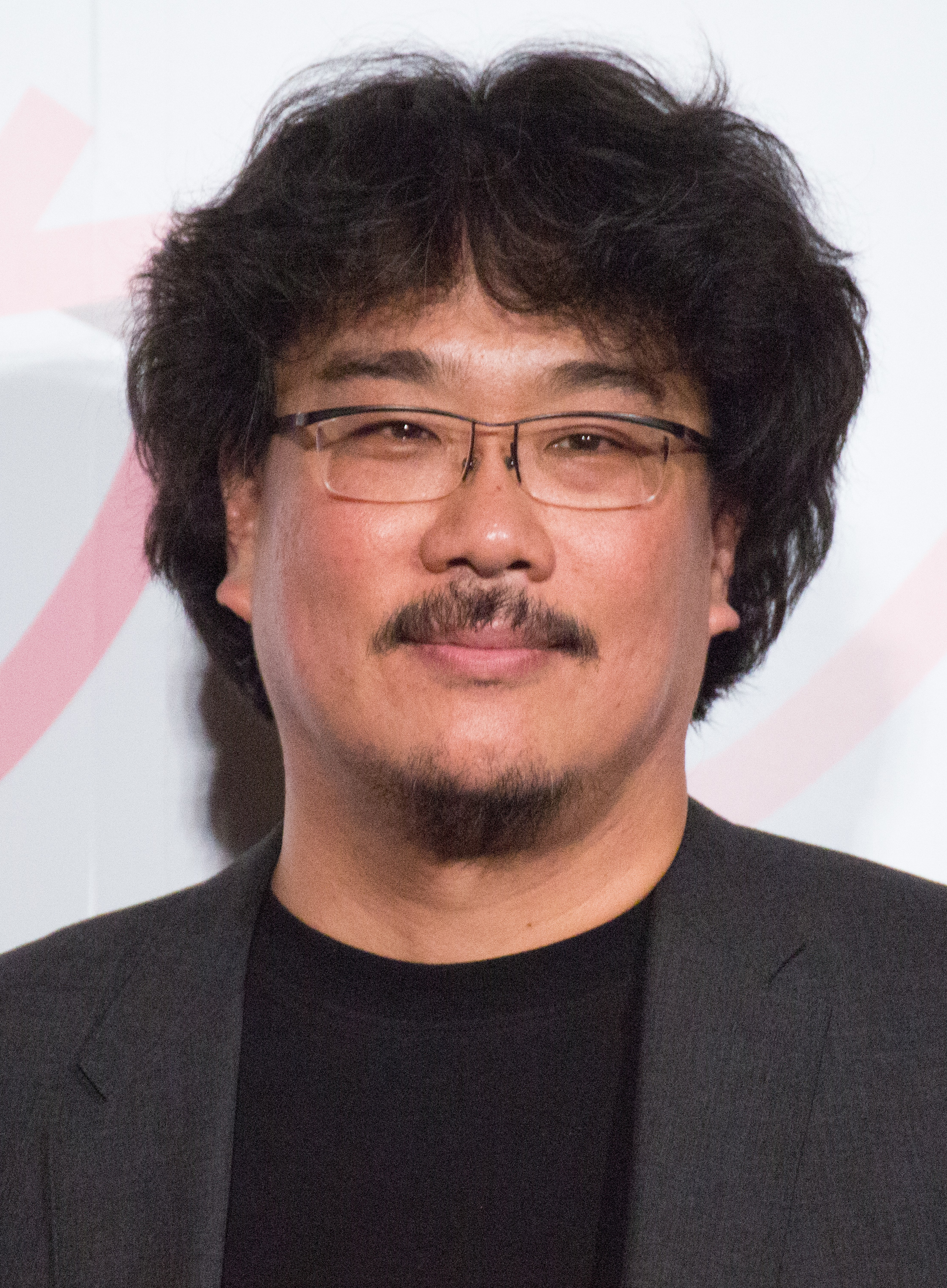
Le réalisateur, scénariste et producteur Bong Joon-ho (ici en 2017).

### Genèse et développement
Le développement de l'adaptation cinématographique du roman Mickey7 d'Edward Ashton chez Warner Bros. est annoncé en janvier 2022, avec Bong Joon-ho aux postes de réalisateur, scénariste et producteur. Robert Pattinson est alors en pourparlers pour jouer dans le film au moment de l'annonce. L'acteur est confirmé dans le rôle principal en mai 2022, tandis que Naomi Ackie, Toni Collette et Mark Ruffalo complètent la distribution. En juillet, Steven Yeun intègre le casting.
En juin 2024, lors de la promotion de Maria de Jessica Palud, l'actrice franco-roumaine Anamaria Vartolomei révèle dans un article de Télérama qui lui est consacré qu'elle a obtenu un rôle dans le film.

### Tournage
Le tournage commence le 2 août 2022 dans les Warner Bros. Studios Leavesden. Le tournage s'est terminé en janvier 2023.
Les créatures autochtones de la planète Niflheim ressemblent finalement à des tardigrades, alors que dans le roman elles étaient décrites comme des vers de glace. Les Rampants du film ont été conçus par Bong et Jang Hee-chul, qui collabore avec Bong pour créer des monstres pour ses films depuis The Host. 

## Accueil

### Sorties
En décembre 2022, une première bande-annonce, très courte, est dévoilée. Elle révèle que le film est désormais titré Mickey 17 et qu'il sortira aux États-Unis en mars 2024,, mais en janvier 2024, la sortie est reportée à une date indéterminée pour laisser plus de temps à la postproduction.
En mars 2024, il a confirmé sa sortie, le 28 janvier 2025, en avant-première mondiale, en Corée du Sud.

### Accueil critique
Sur le site d'avis Rotten Tomatoes, 77 % des 319 avis des critiques sont positifs, avec une note moyenne de 7,1/10. Le consensus du site Web se lit comme suit : « Mickey 17 trouve Bong Joon Ho revenir à son point fort de science-fiction avec une critique sociale qui se fane à son cœur, prouvant en cours de route que vous ne pouvez jamais avoir trop de Robert Pattinsons. » Metacritic, qui utilise une moyenne pondérée, a attribué au film un score de 72 sur 100, basé sur 60 critiques, indiquant des critiques « généralement favorables ». Le public interrogé par CinemaScore a donné au film une note moyenne de B sur une échelle de A+ à F, tandis que ceux interrogés par PostTrak lui ont donné 4 étoiles sur 5, avec 63 % disant qu'ils recommanderaient certainement le film.
Kenneth Marshall, le capitaine de vaisseau spatial et homme politique joué par Mark Ruffalo, a été interprété par certains critiques comme une caricature de dirigeants autoritaires. Par exemple, Polygon décrit Marshall comme « un personage clairement semblable à Trump dont les associations dangereuses avec le fanatisme religieux et le nationalisme blanc ne sont que des moyens de gagner en crédibilité politique auprès de sa base ». Le réalisateur Bong Joon Ho a précisé que le caractère de Marshall n'est pas basé sur un individu spécifique, mais est « un mélange de nombreux politiciens différents » et de « dictateurs que nous avons vus tout au long de l'histoire ».
En France, le site Allociné donne une moyenne de 3,6⁄5, d'après l'interprétation de 38 critiques de presse.

### Box-office
À sa sortie, il prend la tête du box-office nord-américain.  Avec un total de 198 millions de dollars dépensés pour la production et le marketing, il a été estimé que le film devait rapporter 396 à 450 millions de dollars dans le monde entier pour atteindre le seuil de rentabilité. Variety a rapporté plus tard que le film perdrait à Warner Bros. 75 à 80 millions de dollars lors de sa diffusion en salles.
En Corée du Sud, le film a ouvert le 28 février 2025 et a marqué le plus haut début post-pandémique de Warner Bros., rapportant 1,7 million de dollars et dépassant le record précédemment établi par le film de Pattinson, The Batman. Il a ensuite fait ses débuts à 9 millions de dollars lors de son week-end d'ouverture.
Aux États-Unis et au Canada, Mickey 17 devrait rapporter 18 à 20 millions de dollars dans 3 770 théâtres lors de son week-end d'ouverture. Il a gagné 7,7 millions de dollars le premier jour, dont environ 2,5 millions de dollars grâce aux avant-premières de jeudi. Il a ensuite fait ses débuts à 19 millions de dollars, ce que Deadline Hollywood a décrit comme étant conforme aux films de science-fiction originaux, y compris Jupiter : Le Destin de l'univers (18,3 millions de dollars d'ouverture en 2015), Ad Astra (19 millions de dollars en 2019) et The Creator (14 millions de dollars en 2023). En raison du budget du film, la publication a également projeté que le film ne serait pas immédiatement rentable pour Warner Bros. Au cours de son deuxième week-end, le film a rapporté 7,4 millions de dollars (en baisse de 61 %), terminant troisième derrière les nouveaux arrivants Novocaïne et The Insider. Il a ensuite gagné 3,7 millions de dollars lors de son troisième week-end, terminant cinquième. Il est sorti du top dix du box-office lors de son septième week-end.
En France, le film réalise un total de 1 570 879 entrées.

## Distinctions

### Sélection
- Berlinale 2025 : sélection officielle, hors compétition[21]
- Festival international du film de Fribourg (FIFF) : 39ème sélection officielle, hors compétition [22]